# Цезки език
Цезкият език (дидойски език, цезийски език) се говори от дидойците, малобройно планинско население в Южен Дагестан.
Застрашен е от изчезване, тъй като няма писмена норма и не се изучава в училищата. Напоследък се правят опити за записване на устното народно творчество като се използва аварския вариант на кирилицата. Езикът е сравнително малко изучен.

## Фонетични особености
Притежава голям брой съгласни (33) и пет гласни звука.

## Морфологични особености
- Цезкият език е ергатитивен и аглутинативен.
- Притежава много сложна падежна система (около 64 падежа).
- Имената се делят на класове (4 в единствено и 2 в множествено число).
- Глаголът се изменя по клас чрез представки.
- Съюзи няма; тяхната роля се поема от окончания, които се прибавят към всяка от частите на изречението, към които се отнасят.